# Serica litangensis
Serica litangensis är en skalbaggsart som beskrevs av Ahrens 2005. Serica litangensis ingår i släktet Serica och familjen Melolonthidae. Inga underarter finns listade i Catalogue of Life.